# Rally de Montecarlo de 1911
El Rally de Montecarlo de 1911, oficialmente 1ème Rally Automobile de Mónaco, fue la primera edición del rally y se celebró del 21 al 25 de enero de ese año.  Fue organizada por Antony Noghès y es la primera carrera documentada en denominarse rally si bien, el formato y las características de aquella primera carrera distan mucho de los actuales rallyes. 
La prueba comenzaba con la salida de los participantes desde sus ciudades de origen teniendo como meta la ciudad de Montecarlo, aunque el vencedor no fue quien primero llegó, si no, el que obtuvo mayor puntuación sobre la base de una serie de factores más bien subjetivos: como el estado del vehículo o el nivel de confort. La carrera contó con 23 inscritos de los cuales 20 tomaron salida y 18 finalizaron siendo el ganador, el francés Henri Rougier a bordo de un Turcat-Méry 25 HP.

## Desarrollo

### Contexto histórico

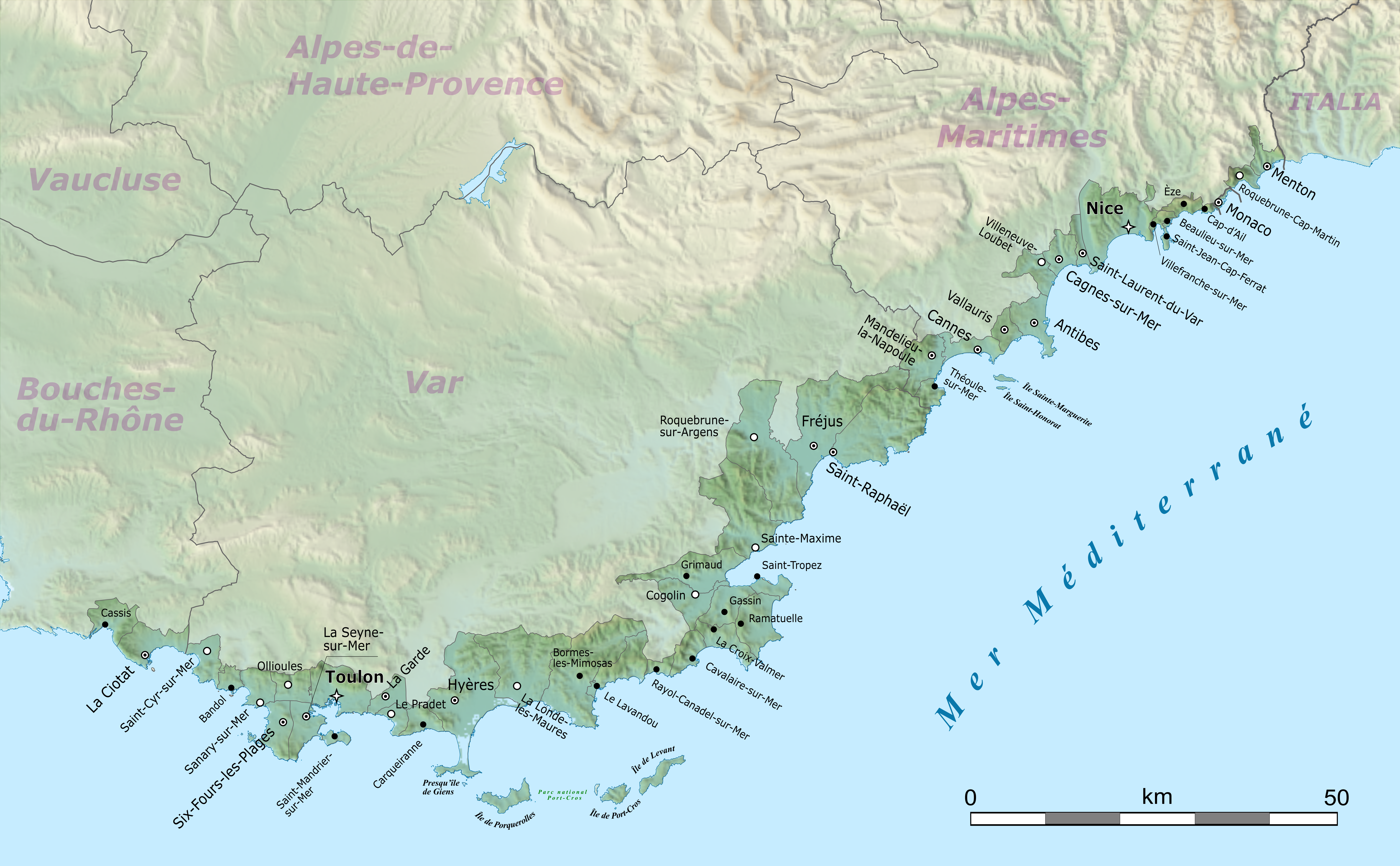
La Costa Azul era el lugar preferido por la sociedad de la época para veranear.

Las primeras carreras automovilísticas se comenzaron a celebrar en el continente europeo a finales del XIX, las cuales solían tener a Francia como escenario y a la ciudad de París como meta: como la París-Bordeaux-París de 1985 o la París-Madrid de 1903.
En aquellos años, las ciudades de Cannes, Niza y la propia Mónaco competían por captar el turismo en la llamada Costa Azul, donde los sectores más adinerados de la sociedad escogían como lugar de veraneo y descanso. En enero de 1911 se organizó el primer Rally de Montecarlo, (la primera y segunda edición se llamó Rally de Mónaco) creado por Antony Noghès, hijo del presidente del Club Sport Velocipèdique et Automobile de Monaco, con el objetivo de atraer a esos turistas a la ciudad durante el invierno, que era la temporada baja.

### Inscritos y transcurso
En esa primera edición, aunque se esperaba alcanzar la cifra de cincuenta inscripciones, solo hubo veintitrés inscritos de los cuales, veinte tomaron la salida y solo 18 finalizaron. Los participantes salieron desde diferentes puntos de Europa teniendo como meta la ciudad de Montecarlo. Para compensar las diferencias de distancia partieron en días distintos y todos con la mítica placa roja que los identificaba como corredores de la prueba. Los inscritos partieron desde seis rutas diferentes:
| Piloto           | Automóvil   | Ciudad de salida | Distancia |
| ---------------- | ----------- | ---------------- | --------- |
| Otto Welzel      | Bianchi     | Berlín           | 1700 km   |
| Julien Bentler   | Martini     | Berlín           | 1700 km   |
| Van Esmarch      | Durkopp     | Berlín           | 1700 km   |
| Arnold Guile     | Bugatti     | Boulogne-sur-Mer | 1272 km   |
| M. Graselín      | Grégoire    | Bruselas         | 1340 km   |
| Desenfans        | Minerva     | Bruselas         | 1340 km   |
| Mironneau        | Berliet     | Ginebra          | 670 km    |
| M. D. Giraud     | Royal Start | Ginebra          | 670 km    |
| Henri Rougier    | Turcat-Méry | París            | 1020 km   |
| Devoust          | Mercedes    | París            | 1020 km   |
| J. A. de Aspiazu | Gobrón      | París            | 1020 km   |
| Docteur Marlier  | Berliet     | París            | 1020 km   |
| P. Parrent       | de Dion     | París            | 1020 km   |
| Duc d’Uzes       | ?           | París            | 1020 km   |
| R. Denoncin      | Gobrón      | París            | 1020 km   |
| Jean Gobron      | Gobron      | París            | 1020 km   |
| Goldstück        | La Buire    | París            | 1020 km   |
| R. Knap          | Fiat        | Viena            | 1319 km   |
| Egon Frankel     | Daimler     | Viena            | 1319 km   |

Los medios de comunicación se hicieron eco de aquella carrera, como un diario parisino donde un periodista llamado G. Miral, relató la noticia, describiendo el acontecimiento desde París, y como los nueve participantes que partían desde la ciudad eran aclamados y rodeados por una muchedumbre, entre los que se encontraban, Rougier, a la postre ganador, Dureste y Daniel Cousin o Musset, cruzando las localidades de: Left Bank, Avenue de Choisy, Villeneuve-Saint-Georges, Fontainebleau, etc. rumbo a Mónaco
El capitán Von Esmarch y Beutler dejaron Berlín el 21 de enero, los competidores de Viena, Bruselas y Boulogne-sur-Mer partieron el 23 de enero, los de París el 24 y el de Ginebra el 25 de enero. El participante Gosselin, fue descalificado al poco de partir, siendo el primero en tener que abandonar.
Las condiciones climáticas eran buenas, excepto en Austria, donde los caminos estaban cubiertos por 40 centímetros de nieve. Las bajas temperaturas que congelaban el combustible y obligaba a los conductores a calentarlo utilizando los medios de los que disponían.
Tras pasar por Lyon, Rougier dejó atrás a sus rivales llegando al puerto de Condamine, sitiéndose ganador, pero el capitán von Esmarch que había cubrierto la distancia Berlín-Mónaco con una velocidad media de 22,7 kmh se encontraba allí esperando por los demás participantes.

### Jurado y deliberaciones
Los organizadores establecieron un jurado para determinar el ganador, presidido por el Barón Van Zuylen, presidente del Automóvil Club Francés, y los presidentes de clubs automovilísticos de: Italia, Bélgica, Inglaterra, Austria, Suiza, Alemania, Estados Unidos, Alemania, Rusia, Dinamarca, España, Portugal, Suecia, Rumania y Egipto.
Los cálculos del jurado para determinar el ganador resultaron extensos y complejos. Ciertos hechos subjetivos fueron objeto de discusiones, polémicas, negociaciones y deliberaciones que duraron 24 horas, hasta que finalmente declararon como vencedor a Henri Rougier que recibió como premio 10.000 francos.
El capitán von Esmarch que había llegado antes que nadie, se le había otorgado el 6.º lugar por lo que decidió impugnar el resultado e incluso se negó a participar en el desfile de honor. Este hecho creó un gran revuelo, pero dio publicidad al rally para la segunda edición.
El participante alemán Beutler que apoyaba a von Esmarch, fue más diplomático. El jurado lo colocó ex aequo (igual) con el capitán von Esmarch, pero fue Beutler quien recibió el trofeo como vencedor en distancia más larga, hecho que sin embargo no reclamó el capitán.

## Resultados

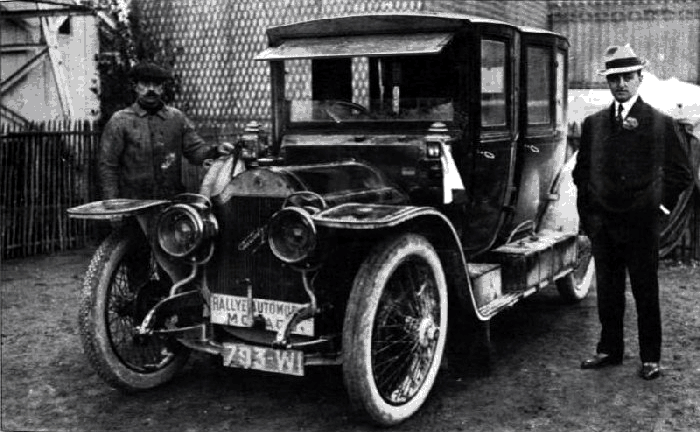
Henri Rougier vencedor del 1.º Rally de Montecarlo.

### Clasificación general
- [7]

| Pos. | Piloto           | Automóvil           |
| ---- | ---------------- | ------------------- |
| 1.   | Henri Rougier    | Turcat-Méry 25 HP   |
| 2.   | J. A. De Aspiazu | Gobron-Brillé 40 HP |
| 3.   | Jules Beutler    | Martini 38/35 HP    |
| 4.   | R. Denoncin      | Gobron 20 HP        |
| 5.   | Testa            | Motobloc 16 HP      |
| 6.   | Goldstück        | La Buire 54 HP      |
| 7.   | R. Knapp         | Fiat 16/18 HP       |
| 8.   | Parran           | Lion 16 HP          |
| 9.   | Desenfans        | Minerva 16 HP       |
| 10.  | Mironneau        | Berliet 8 HP        |
| 11.  | Egon Frankel     | Daimler 28/32 HP    |
| 12.  | Huet             | Bugatti 8 HP        |
| 13.  | Davoust          | Mercedes 35 HP      |
| 14.  | M. D. Giraud     | Royal Star 30 HP    |
| 15.  | Guinle           | Bugatti 8 HP        |

### Clasificación velocidad
| Pos. | Piloto        | Automóvil         |
| ---- | ------------- | ----------------- |
| 1.   | Henri Rougier | Turcat-Méry 25 HP |

- Con un promedio de 36.2 km/h.

### Clasificación por larga distancia
| Pos. | Piloto              | Automóvil           |
| ---- | ------------------- | ------------------- |
| 1.   | Jules Beutler       | Martini 38/35 HP    |
| 1.   | Captain von Esmarch | Durkopp (Bielefeld) |

### Clasificación por número de personas a bordo
| Pos. | Piloto     | Automóvil           |
| ---- | ---------- | ------------------- |
| 1.   | De Aspiazu | Gobron-Brillé 40 HP |

- Con 5 personas a bordo.

### Clasificación por nivel de confort
| Pos. | Piloto         | Automóvil         |
| ---- | -------------- | ----------------- |
| 1.   | Henri Rougier, | Turcat-Méry 25 HP |

- Con 157 puntos.

### Clasificación por estado del automóvil
| Pos. | Piloto    | Automóvil    |
| ---- | --------- | ------------ |
| 1.   | Mironneau | Berliet 8 HP |

- Con 155 puntos.

## Ediciones posterirores
Al año siguiente se celebró la 2.º edición del Rally de Montecarlo de nuevo organizado por Antony Noghès, con más inscritos y rodeado de nuevas polémicas. La carrera se paralizó, debido a la Primera Guerra Mundial, y se reanudó en 1924.